# Top Model (Na Uy mùa 1)
Top Model Na Uy, Mùa 1 là mùa đầu tiên của Norway's Next Top Model từ Top Model. Nó được phát sóng trên TV3 từ tháng 9 đến tháng 11 năm 2006.
Người chiến thắng trong cuộc thi mùa này là Maria Eilertsen, 16 tuổi từ Stavanger. Cô giành được: 1 hợp đồng người mẫu với Trump Model Management ở New York, lên ảnh bìa tạp chí Woman và chiến dịch quảng cáo cho mỹ phẩm Make Up Store.

## Các thí sinh
(Tuổi tính từ ngày dự thi)
| Thí sinh             | Tuổi | Chiều cao               | Quê quán     | Bị loại ở | Hạng |
| -------------------- | ---- | ----------------------- | ------------ | --------- | ---- |
| Eva Laading          | 22   | 1,77 m (5 ft 9+1⁄2 in)  | Kristiansand | Tập 2     | 12   |
| Toril Ulleberg       | 19   | 1,78 m (5 ft 10 in)     | Oslo         | Tập 3     | 11   |
| Trine Hoel           | 21   | 1,77 m (5 ft 9+1⁄2 in)  | Kolbotn      | Tập 4     | 10   |
| Nina Aune            | 21   | 1,73 m (5 ft 8 in)      | Namdalseid   | Tập 5     | 9    |
| Camilla Veie-Rosvoll | 18   | 1,79 m (5 ft 10+1⁄2 in) | Bærum        | Tập 6     | 8    |
| Meriam Brahimi       | 19   | 1,77 m (5 ft 9+1⁄2 in)  | Bergen       | Tập 7     | 7    |
| Tara Midtli          | 17   | 1,80 m (5 ft 11 in)     | Oslo         | Tập 8     | 6    |
| Cecilie Sundsbø      | 18   | 1,79 m (5 ft 10+1⁄2 in) | Tynset       | Tập 9     | 5    |
| Ingvild Jenhaug      | 21   | 1,74 m (5 ft 8+1⁄2 in)  | Oslo         | Tập 10    | 4    |
| Iren Kristiansen     | 19   | 1,78 m (5 ft 10 in)     | Ammerud      | Tập 12    | 3    |
| Lene Egeli           | 19   | 1,78 m (5 ft 10 in)     | Stavanger    | Tập 12    | 2    |
| Maria Eilertsen      | 16   | 1,79 m (5 ft 10+1⁄2 in) | Stavanger    | Tập 12    | 1    |

## Thứ tự gọi tên
| Thứ tự | Tập     | Tập     | Tập     | Tập     | Tập     | Tập     | Tập     | Tập     | Tập     | Tập   | Tập   |
| Thứ tự | 2       | 3       | 4       | 5       | 6       | 7       | 8       | 9       | 10      | 12    | 12    |
| ------ | ------- | ------- | ------- | ------- | ------- | ------- | ------- | ------- | ------- | ----- | ----- |
| 1      | Iren    | Meriam  | Camilla | Lene    | Lene    | Tara    | Iren    | Maria   | Lene    | Maria | Maria |
| 2      | Nina    | Ingvild | Cecilie | Ingvild | Meriam  | Cecilie | Cecilie | Ingvild | Maria   | Lene  | Lene  |
| 3      | Ingvild | Lene    | Nina    | Camilla | Tara    | Iren    | Lene    | Lene    | Iren    | Iren  |       |
| 4      | Lene    | Maria   | Maria   | Tara    | Maria   | Maria   | Ingvild | Iren    | Ingvild |       |       |
| 5      | Camilla | Tara    | Lene    | Meriam  | Cecilie | Ingvild | Maria   | Cecilie |         |       |       |
| 6      | Maria   | Trine   | Ingvild | Iren    | Iren    | Lene    | Tara    |         |         |       |       |
| 7      | Toril   | Camilla | Meriam  | Cecilie | Ingvild | Meriam  |         |         |         |       |       |
| 8      | Trine   | Iren    | Tara    | Maria   | Camilla |         |         |         |         |       |       |
| 9      | Meriam  | Nina    | Iren    | Nina    |         |         |         |         |         |       |       |
| 10     | Tara    | Cecilie | Trine   |         |         |         |         |         |         |       |       |
| 11     | Cecilie | Toril   |         |         |         |         |         |         |         |       |       |
| 12     | Eva     |         |         |         |         |         |         |         |         |       |       |

     Thí sinh bị loại
     Thí sinh được miễn loại
     Thí sinh chiến thắng cuộc thi
- Tập 1 là tập casting. 29 thí sinh bán kết đã giảm xuống còn 12 cô gái được chọn để tham gia cuộc thi chính.
- Trong tập 6, Lene đã được miễn loại vì giành chiến thắng thử thách.
- Trong tập 11, không có ai bị loại.

### Buổi chụp hình
- Tập 2: Ban nhạc rock theo nhóm
- Tập 3: Nước uống Bonaqua trong áo tắm ở thác nước
- Tập 4: Ảnh chân dung vẻ đẹp với mũ làm từ tóc và mắt kính
- Tập 5: Đồ lót trên giường
- Tập 6: Người đàn ông dưới trời mưa
- Tập 7: Thủy thủ trên dây buồm
- Tập 8: Tạo dáng với váy dạ hội
- Tập 9: Sơn người màu rằn ri trong rừng với rắn
- Tập 10: Tạo dáng trong váy cô dâu
- Tập 11: Vũ công Balê
- Tập 12: Tạo dáng trong váy bạc trước ánh nhìn của New York